# Joya (álbum de C-Funk)
Joya es el primer álbum solista del músico chileno C-Funk lanzado el 2 de mayo de 2007.
Tras la disolución de Los Tetas en el año 2004 los miembros de la misma emigraron a distintos proyectos o crearon los suyos, C-Funk decidió en el año 2007 lanzar un disco solista donde al igual que en Los Tetas predomina el Funk.
El disco incluye varios invitados como Juan Sativo (ex Tiro de Gracia), Sonido Ácido e incluso Rulo (bajista de Los Tetas)

## Lista de canciones
| Joya  |                                         |          |  |
| N.º   | Título                                  | Duración |  |
| 1.    | «Ya Llegó!!! (feat. Boomer, J Briceño)» | 1:32     |  |
| 2.    | «Standalone mode»                       | 3:41     |  |
| 3.    | «Joya»                                  | 3:14     |  |
| 4.    | «Acción»                                | 3:24     |  |
| 5.    | «Actitud (feat. Sonido Ácido)»          | 4:22     |  |
| 6.    | «Chocolate»                             | 3:42     |  |
| 7.    | «Suéltate sobre mi (feat. Rulo)»        | 3:43     |  |
| 8.    | «Carretera (feat. Anzuelo)»             | 3:22     |  |
| 9.    | «Saludos a España (feat. ReyUL)»        | 1:48     |  |
| 10.   | «Amigo (feat. Dante Spinetta)»          | 3:45     |  |
| 11.   | «City Funktasma (feat. Hugo Moraga)»    | 3:06     |  |
| 12.   | «Viviendo el día (feat. Juan Sativo)»   | 4:26     |  |
| 13.   | «C-Funk 93»                             | 3:49     |  |
| 14.   | «Acción Skit (feat. Ariel Pino)»        | 0:40     |  |
| 15.   | «Estás Aquí (feat. Michele Espinoza)»   | 3:14     |  |
| 47:33 |                                         |          |  |

## Versión en inglés
El álbum Joya se lanzó también en territorio de habla inglesa, más sin embargo el disco tiene una particularidad la cual es que C-Funk se denomina como Funky C debido a problemas legales con el nombre.